# 小逗的日子
《小逗的日子》（英語：Dug Days），是2021年9月1日在Disney+上线的系列短剧，为《飞屋环游记》的衍生作品，讲述了小狗逗逗在卡尔后院的日常。
《小逗的日子》於2021年1月1日在 Disney+ 上首播了五集，這個動畫短劇系列獲得普遍正面的評價，評論家大多稱讚動畫傳遞的訊息、幽默感、情感深度、配音人員的聲演表現。2023年5月，以該系列為延伸的動畫短片《卡爾有約》，作為皮克斯動畫工作室的動畫長片《元素方城市》的片頭加映影片共同上映。

## 故事概要
故事時間點發生在《飞屋环游记》卡爾結束冒險後，卡爾收養了先前在冒險期間偶遇的黃金獵犬小逗，還用賣掉飛船的資金買了一棟位於郊區的房子，一人一狗搬進新住處，展開了全新的生活。這部短劇圍繞著卡爾與小逗在他們的房子和街區遭遇的各類人物和事件。